# Veniamin Tajanovič
Veniamin Igorevič Tajanovič (in russo Вениамин Игоревич Таянович?; Ufa, 6 aprile 1967) è un ex nuotatore sovietico.

## Carriera
Rappresentando la Squadra Olimpica Unificata ha vinto, assieme ai compagni Dmitrij Lepikov, Vladimir Pyšnenko e Evgenij Sadovyj, la medaglia d'oro nella 4x200m stile libero ai Giochi di Barcellona 1992.

## Palmarès
- Giochi olimpici estivi

Barcellona 1992: oro nella 4x200m stile libero e argento nella 4x100m stile libero e 4x100m misti (come Squadra Unificata).
- Mondiali di nuoto

Perth 1991: argento nella 4x100m stile libero e bronzo nella 4x200m stile libero (come Unione Sovietica).
- Europei di nuoto

Strasburgo 1987: bronzo nella 4x100m stile libero (come Unione Sovietica).
Atene 1991: oro nella 4x100m stile libero e nella 4x200m stile libero (come Unione Sovietica).